# لورتو، بنی
لورتو (به اسپانیایی: Loreto) یک منطقهٔ مسکونی در بولیوی است که در شهرداری لورتو واقع شده‌است. لورتو ۸۴۳ نفر جمعیت دارد و ۱۶۰ متر بالاتر از سطح دریا واقع شده‌است.